# 金載学
金 載学（キム・ジェハク、朝鮮語: 김재학/金載學、1897年 - 1984年11月21日）は、日本統治時代の朝鮮および大韓民国の実業家、政治家。
号は白坡（ペクパ、백파）。

## 経歴
慶尚南道統営郡（現・統営市）出身。1912年に大阪工業専修学校（現・大阪大学）卒。茂朱郡茂豊鉱山を経営したほか、土木、建築業界で経営者として、また朝鮮土建協会（現・大韓建設協会）理事、朝鮮人土建共済組合長を務め、代表者としても活動した。そのほかに東亜日報統営支局長（1917年）、京畿道貨物自動車輸送協会理事長、ソウル市城東区中央市場協会理事長などを務めた。1948年の初代総選挙では韓国民主党所属で統営甲選挙区から出馬して当選、国会議員在任中は交通分科委員を務めた。その後は政治活動を行わず再び運輸業に戻り、1966年からサムソン運輸代表理事を務めた。その傍らで、国会議員同友会にも参加し、書芸分科委員を務めた。
1984年に持病のため、ソウル市恩平区駅村洞の自宅にて87歳で死去した。